# Provinz San José
San José ist eine Provinz in Costa Rica. Sie liegt im Zentrum des Landes um die Landeshauptstadt San José, die zugleich die Hauptstadt der Provinz ist.
Nachbarprovinzen sind Alajuela, Heredia, Cartago, Limón und Puntarenas. Die Provinz San José hat eine Fläche von 4965,3 km² und zählt 1.404.242 (2011) Einwohner.

## Verwaltungsgliederung
Die Provinz ist in 20 Kantone gegliedert:
| Kanton              | Hauptstadt                 | Einwohner (2011) |
| ------------------- | -------------------------- | ---------------- |
| Acosta              | San Ignacio de Acosta      | 20.209           |
| Alajuelita          | Alajuelita                 | 77.603           |
| Aserrí              | Aserrí                     | 57.892           |
| Curridabat          | Curridabat                 | 65.206           |
| Desamparados        | Desamparados               | 208.411          |
| Dota                | Santa María de Dota        | 6.948            |
| Escazú              | Escazú                     | 56.509           |
| Goicoechea          | Guadalupe de Goicoechea    | 115.084          |
| León Cortés         | San Pablo de León Cortés   | 12.200           |
| Montes de Oca       | San Pedro de Montes de Oca | 49.132           |
| Mora                | Ciudad Colón               | 26.294           |
| Moravia             | San Vicente de Moravia     | 56.919           |
| Pérez Zeledón       | San Isidro de El General   | 134.534          |
| Puriscal            | Santiago de Puriscal       | 33.004           |
| San José            | San José                   | 288.054          |
| Santa Ana           | Santa Ana                  | 49.123           |
| Tarrazú             | San Marcos de Tarrazú      | 16.280           |
| Tibás               | San Juan de Tibás          | 64.842           |
| Turrubares          | San Pablo de Turrubares    | 5.512            |
| Vásquez de Coronado | San Isidro de Coronado     | 60.486           |